# Ирландско-северокорейские отношения
Ирландско-северокорейские отношения — двусторонние отношения между Ирландией и КНДР. 
17 декабря 2003 года Ирландия признала КНДР, когда посол Ирландии в Республике Корея был аккредитован на территорию КНДР. В 2022 году Ирландия в Совете Безопасности ООН поддержала резолюцию о введении в отношении КНДР новых санкций.

## Экономические отношения
В 2017 году стало известно, что КНДР поставляла в Ирландию сырьё вопреки санкциям Совета Безопасности ООН.